# 秒拍
秒拍是中国一家短視頻影片分享網站和網路直播服务平台， 隸屬於一下科技。

## 歷史
2011年8月，一下科技成立。2013年，秒拍成立，並与新浪微博达成伙伴关系，新浪微博中的短視頻平台就是秒拍，同時一下科技得到後者的投資。2017年开始，秒拍基本競爭不過快手、抖音、西瓜视频、火山小视频，因而無法躋身中國短視頻平台第一梯隊。2018年，新浪微博收购一下科技直播业务，秒拍在新浪微博內的地位不變。同年，秒拍曾被網信辦指控放任不良信息傳播而被各大應用商店下架，數月後重新上架。